# Chlorocypha dispar
Chlorocypha dispar (лат.) — вид стрекоз из семейства Chlorocyphidae. Африка: Гана, Кот-д’Ивуар, Либерия, Мали, Нигерия, Гвинейская Республика, Сенегал, Сьерра-Леоне, Того. Рассматривается МСОП в статусе Вызывающие наименьшие опасения.

## Описание
Среднего размера стрекозы с красноватым брюшком. Основными местами обитания служат ручьи, но также и верховья рек, затенённые лесом. Часто с мёртвыми стволами или ветвями и, возможно, погружёнными корнями, грубым детритом и гравийным и/или песчаным дном. Встречаются на высотах от 0 до 900 м над уровнем моря, но возможно и до 1300.